# Tephrodornis gularis
Tephrodornis gularis е вид птица от семейство Tephrodornithidae.

## Разпространение
Видът е разпространен в Бангладеш, Бутан, Бруней, Виетнам, Индия, Индонезия, Камбоджа, Китай, Лаос, Малайзия, Мианмар, Непал и Тайланд.